# Le Caveau de la Huchette
Le Caveau de la Huchette — джазовий клуб у Латинському кварталі Парижа. Будівля датується 16 століттям, але стала джаз-клубом у 1949 році. Будівля клубу схожа на підвал або лабіринт, і нібито колись його використовували розенкрейцери та ті, хто пов'язаний з масонством.
З тих пір як він став джаз-клубом, він був місцем виступу для таких американських зірок джазу, як Лайонел Гемптон, Каунт Бейсі та Арт Блейкі, а також провідних французьких джазових музикантів, таких як Клод Лютер і Клод Боллінг. Сідні Беше і Білл Коулман були американськими емігрантами у Франції, які також пов'язані з клубом.
Клуб фігурував у фільмі 1958 року " Les Tricheurs " Марселя Карне та Bonjour Tristesse (1958) на 00:32:28. Клуб ненадовго з'являється у фільмі Дем'єна Шазеля « Ла-Ла Ленд» 2016 року, а також в інших фільмах французькою мовою. Caveau de la Huchette вважається однією з важливих частин нічного життя Парижа загалом. Наразі він належить французькому вібрафоністу Дені Дорі.
Клуб Caveau de la Huchette надихнув на створення The Cavern Club, Mathew Street, у Ліверпулі у 1957 році The Beatles виступали в Cavern Club майже 300 разів у свої перші роки. Печера всередині була схожа на Caveau de la Huchette з тунелями і товстими цегляними арками.